# Departamento Estadual de Trânsito

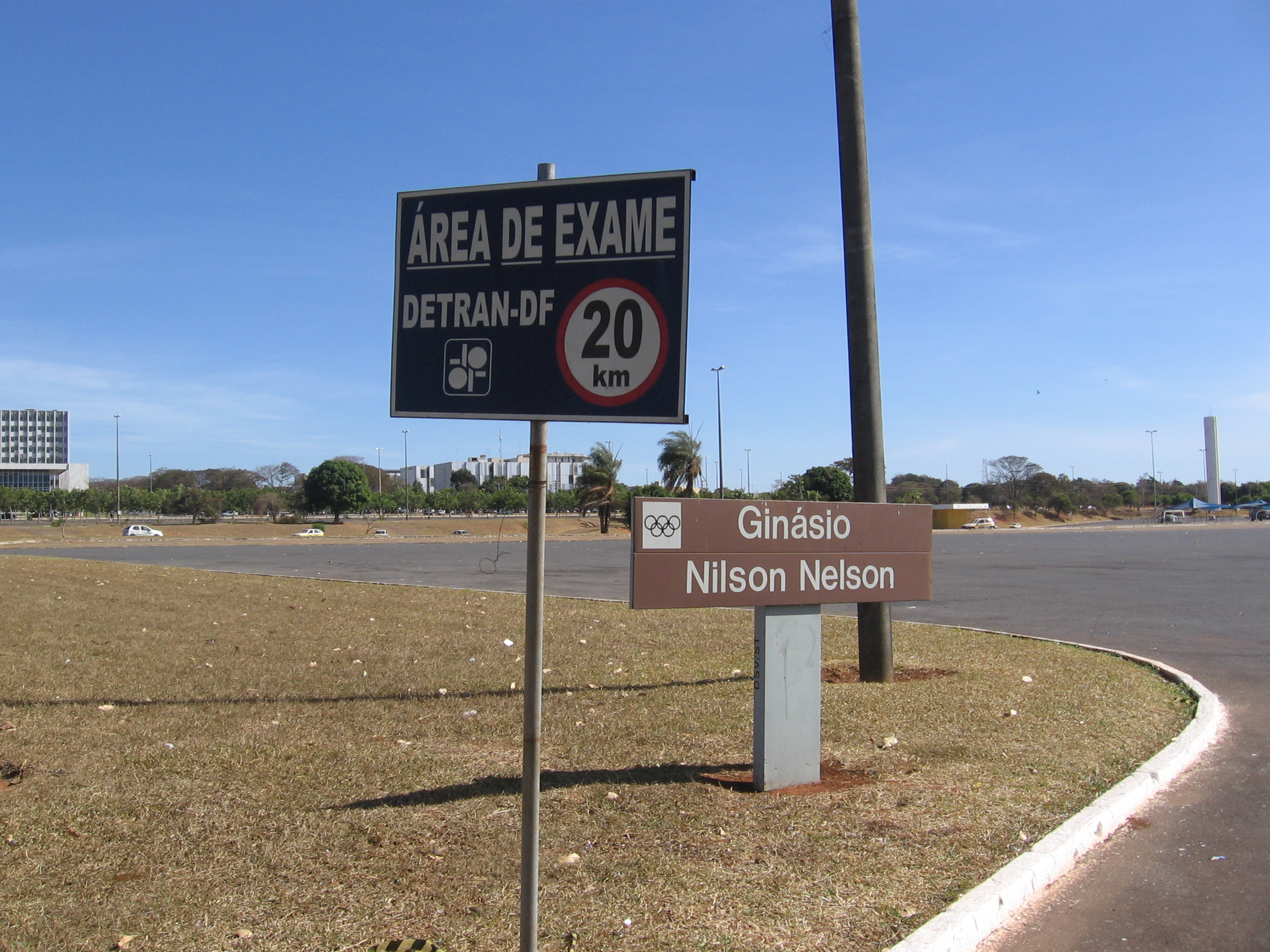
Os DETRANs definem espaços de treinamento de novos condutores em suas jurisdições; por exemplo, no Distrito Federal, um desses locais é a área externa do Ginásio Nilson Nelson.

Os Departamentos Estaduais de Trânsito (DETRANs) são os órgãos (havendo alguns estados que os tornaram autarquias) do Poder Executivo Estadual que fiscalizam o trânsito de veículos terrestres em suas respectivas jurisdições, no território Brasileiro. Entre suas atribuições estão a determinação das normas para formação e fiscalização de condutores.
No território Brasileiro, os DETRANs são responsáveis pela avaliação da capacidade física, mental e psicológica dos candidatos à obtenção da Carteira Nacional de Habilitação (CNH). A avaliação é feita pelos serviços médicos e psicológicos existentes nos DETRANs (ou pelos seus credenciados).
Os DETRANs também são responsáveis pelo credenciamento de fabricantes de placas e tarjetas na jurisdição de cada estado. Para o credenciamento as empresas devem demonstrar capacidade jurídica e técnica, além de regularidade fiscal e idoneidade financeira para a produção das placas e tarjetas em conformidade com as normas do Conselho Nacional de Trânsito (CONTRAN) e da Secretaria Nacional de Trânsito (SENATRAN).

## Ligações externas

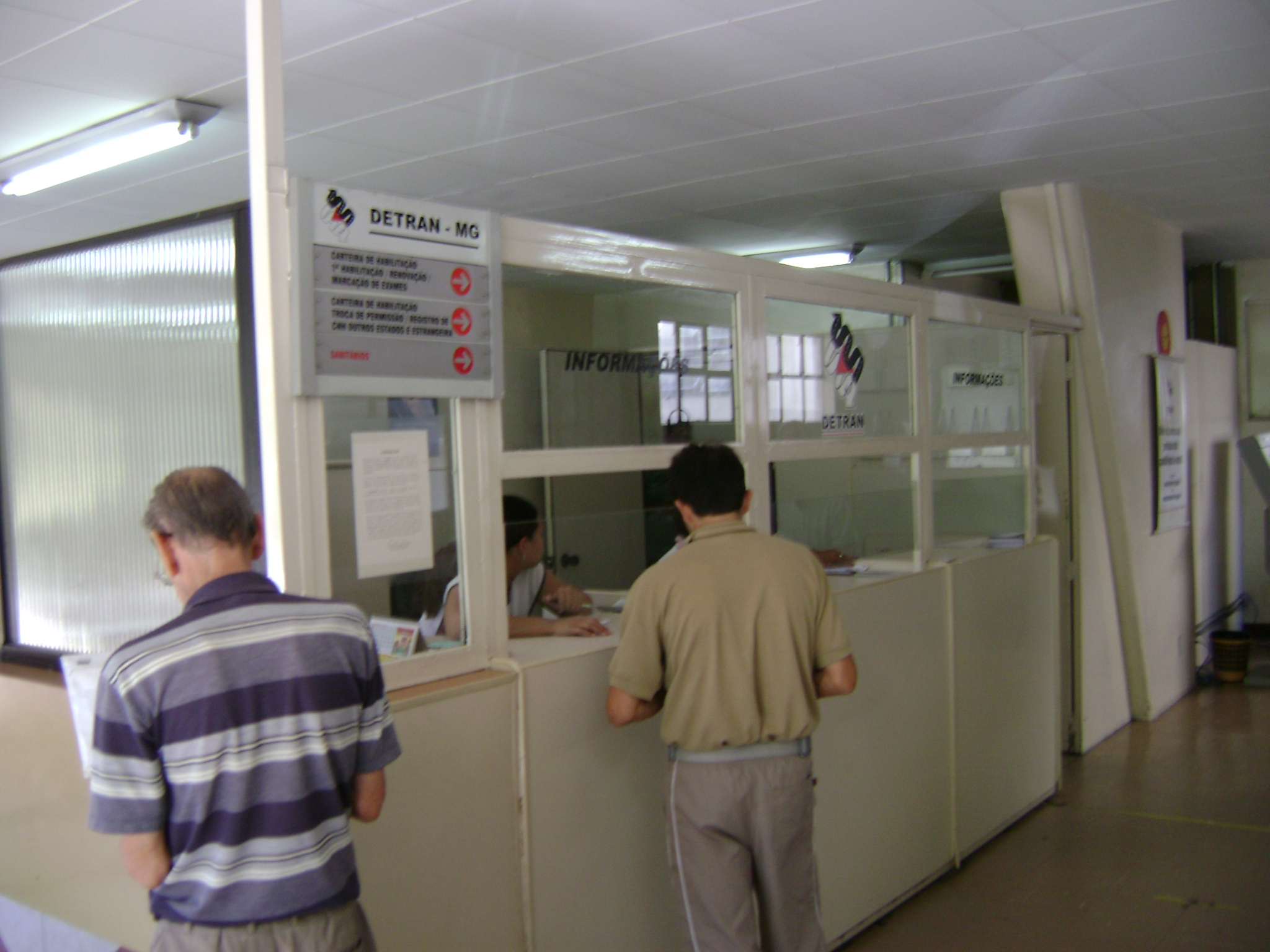
Guichê do DETRAN na Avenida João Pinheiro, em Belo Horizonte, Minas Gerais.

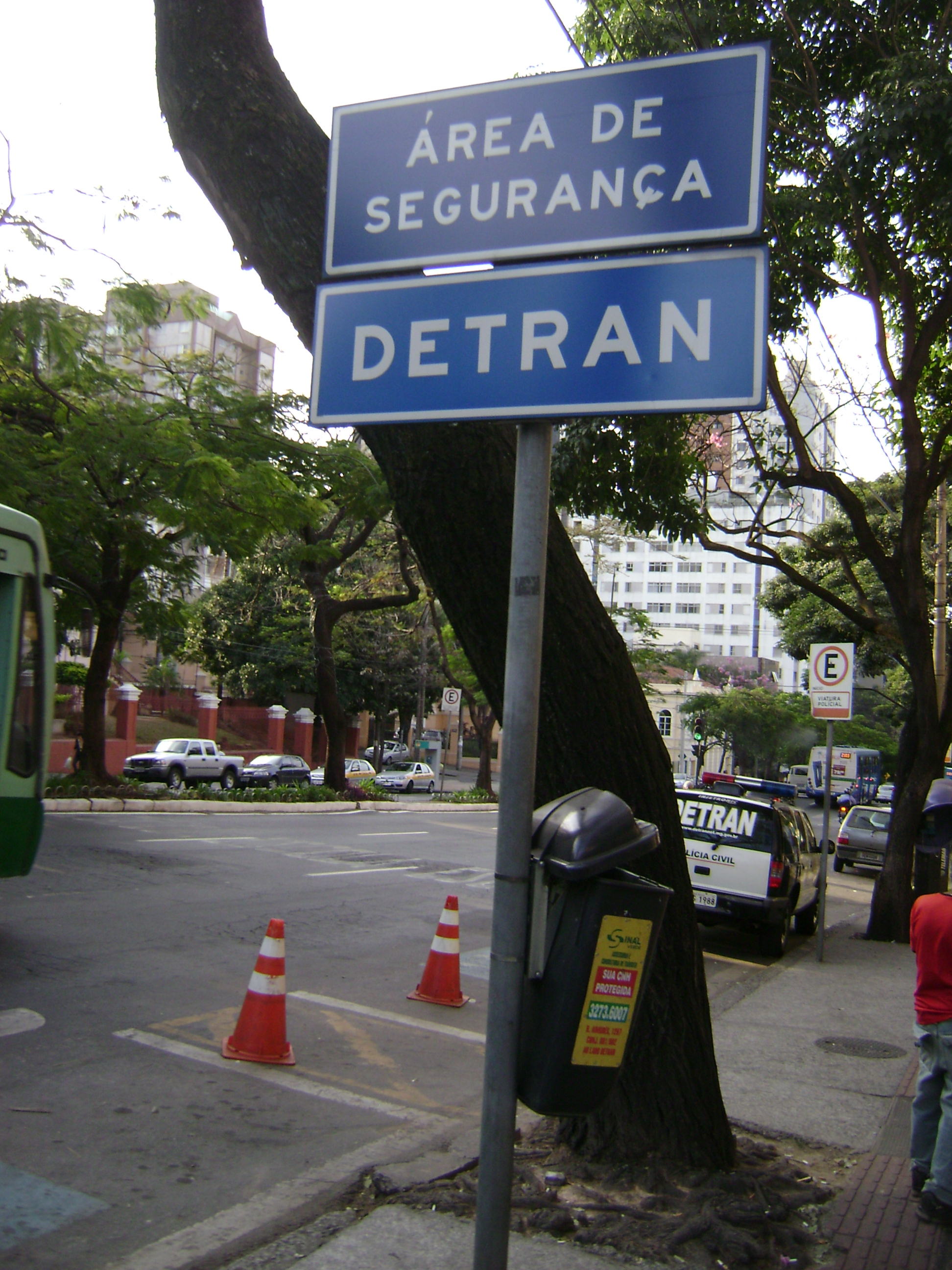
Placa do DETRAN em Belo Horizonte.

## DETRAN e a Psicologia
A partir do ano de 2013 foi exigido pela regulação que todos os psicólogos credenciados pelo DETRAN devem possuir o título de Especialista em Psicologia do Trânsito reconhecido pelo Conselho Federal de Psicologia (CFP). É necessário possuir esse título para obter o credenciamento inicial, ou para renovar, ou na realização de mudança de endereço. Qualquer psicólogo pode se cadastrar, precisando somente cumprir as exigências e apresentar a documentação requerida pelo DETRAN.
É permitido que psicólogos não credenciados pelo DETRAN façam acompanhamento com pessoas que tenham medo de dirigir nos Centros de Formação de Condutores (CFCs). A legislação determina que psicólogos credenciados não podem manter qualquer vínculo com CFCs. Obedecendo também à legislação, o local para avaliação da Carteira Nacional de Habilitação (CNH) só poderá ser utilizado para o credenciamento. Não é permitido utilizá-lo com outros fins mesmo que estejam fora do horário de funcionamento. Vale lembrar que em cidades do interior o espaço pode ser usado também para realizar exames psicopedagógicos relacionados ao trânsito.
A quantidade mínima de testes de avaliação psicológicos exigida é: O teste PMK, aplicado integralmente dentro das normas, com 6 folhas, com exceção das escadas e das cadeias verticais. Testes como Palográfico, Pfister e Zullige podem ser usados para complementar a avaliação. É importante ressaltar que caso o Palográfico seja utilizado, deve obedecer aos rigores estabelecidos, não dispensando a análise qualitativa nem a quantitativa. É necessário também realizar um teste não-verbal de inteligência, três testes de atenção, sendo um de atenção distribuída, um de atenção difusodifusa e um de atenção concentrada. O PMK não pode ser substituído por nenhum outro teste a não ser em casos especiais tais como se o examinando for portador de deficiências nos membros superiores, o que o impossibilita de realizá-lo. É importante que o psicólogo reveze os testes de livre, para diminuir a aparência de “treino” por parte dos candidatos.